# Bibliotecas municipais de Lisboa
As Bibliotecas Municipais de Lisboa (conhecidas por BLX – Bibliotecas de Lisboa) são um conjunto de bibliotecas públicas municipais criadas e em atividade no município de Lisboa, tendo a primeira sido criada em 1883. Com mais de um século, as BLX contam presentemente com 17 bibliotecas distribuídas pelo concelho de Lisboa, incluindo uma Biblioteca Itinerante.

Ao longo dos anos, estes equipamentos têm vindo a assumir um posicionamento mais ativo e crítico, para responder aos desafios do novo século.

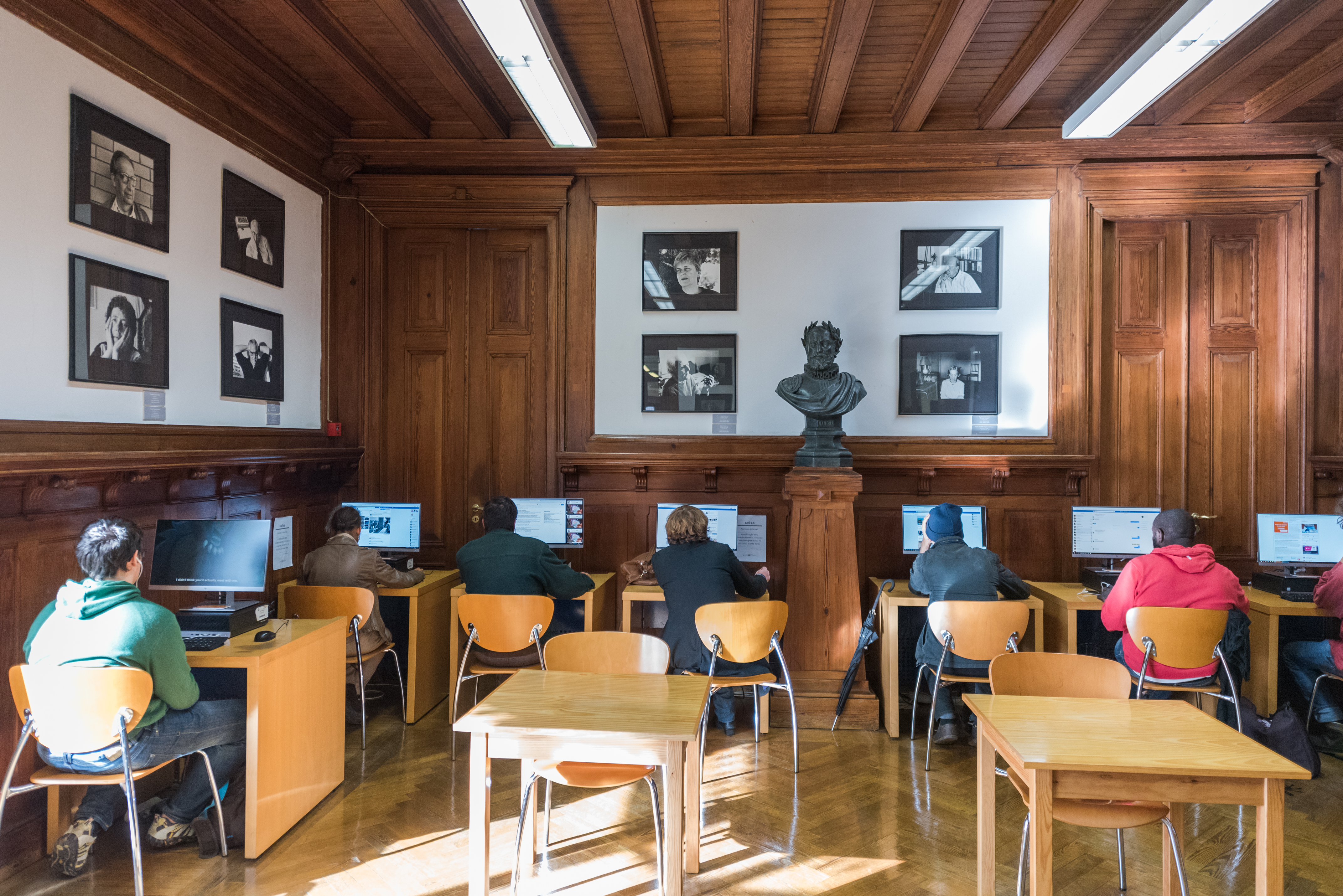
Sala de computadores e periódicos, na Biblioteca Camões, na freguesia da Misericórdia, uma das Bibliotecas Municipais de Lisboa.

Nos seus edifícios, que incluem vários antigos palácios recuperados, cruzam-se  gerações, interesses e expetativas: a alegria das crianças, a irreverência dos jovens, as necessidades profissionais dos adultos ou a tranquilidade dos mais velhos. Têm espaço para livros, mas também para a aprendizagem ao longo da vida, para os negócios, para a arte, para a música e para laboratórios experimentais. São as bibliotecas do século XXI, nas quais se tiram as ideias da prateleira, se desarrumam preconceitos e se unem as comunidades.
As BLX expressam ter como Missão a "participação na construção de comunidades coesas, inclusivas e preparadas para os desafios do séc. XXI, fomentando uma atitude de aprendizagem ao longo da vida", e ambicionam como Visão "ser uma referência no acesso ao conhecimento, através de uma rede de excelência, assente na diversidade e na inovação".
Defendem ainda os seguintes Valores:
- Inovação - Apostar na criatividade, na experimentação e na abertura à mudança
- Cidadania - Fomentar a autonomia, a responsabilidade, o sentido crítico e a participação cívica
- Inclusão - Promover a diversidade, a integração e o respeito pelo outro
- Liberdade de acesso - Garantir e facilitar o acesso à informação e ao conhecimento, respeitando a privacidade e a liberdade individual
- Responsabilidade social - Dinamizar e participar em iniciativas de caráter social e ambiental

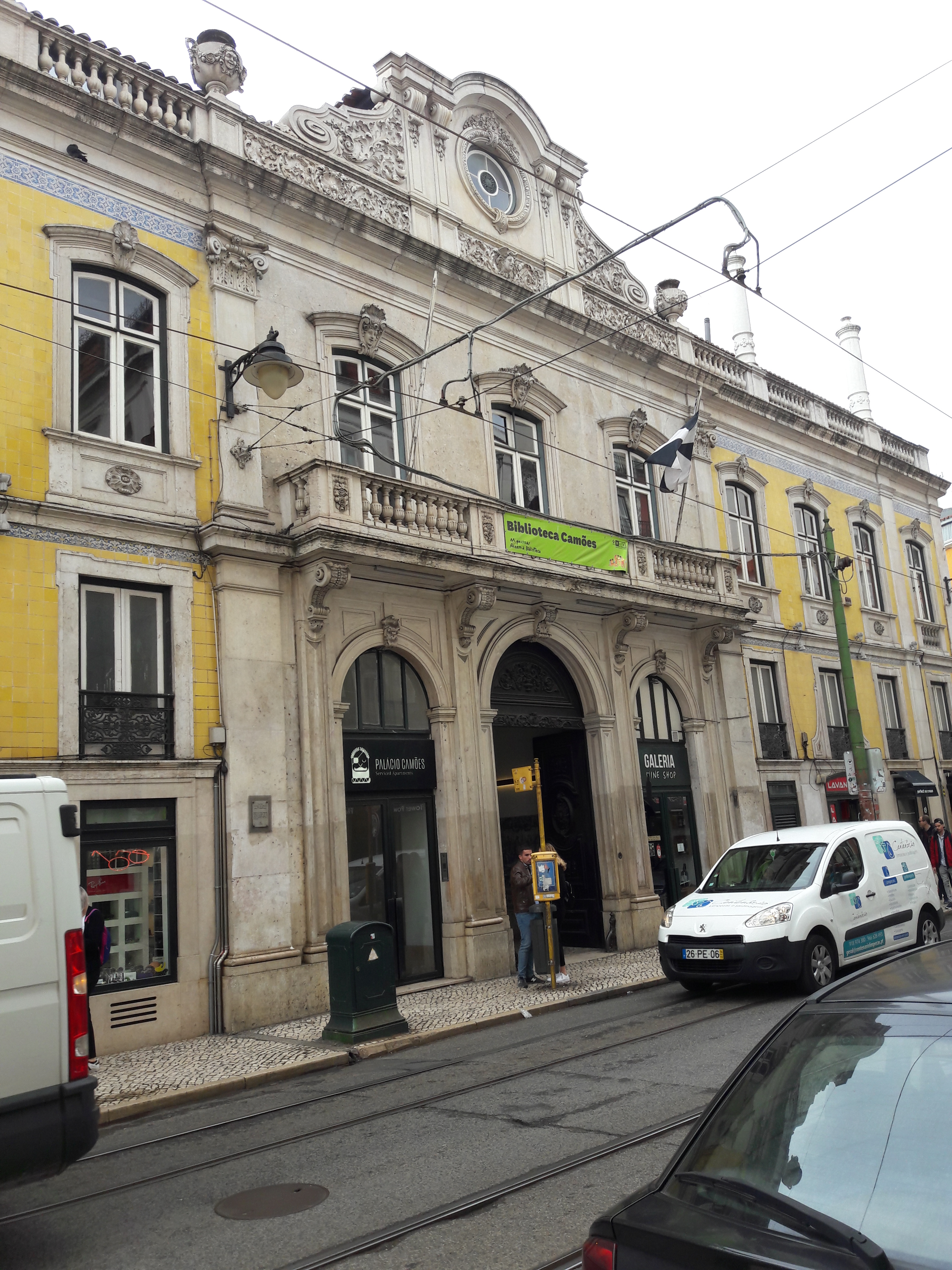
Biblioteca Camões, na freguesia da Misericórdia, uma das Bibliotecas Municipais de Lisboa.

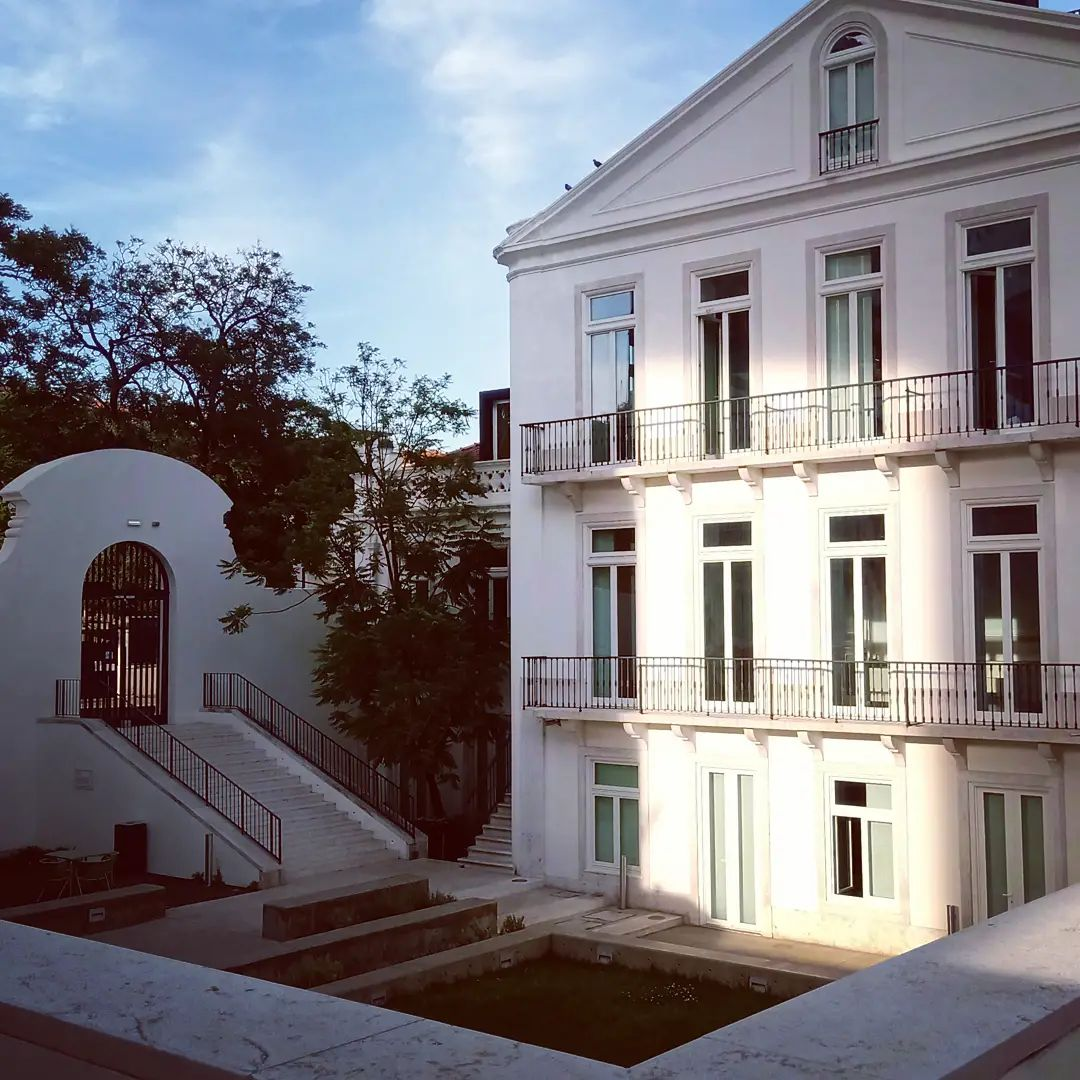
Biblioteca de Alcântara, na freguesia de Alcântara, uma das Bibliotecas Municipais de Lisboa.

A rede de Bibliotecas Municipais de Lisboa é composta atualmente pelos seguintes equipamentos:
| Freguesia               | Biblioteca                                                         |
| ----------------------- | ------------------------------------------------------------------ |
| Alcântara               | Biblioteca de Alcântara – José Dias Coelho                         |
| Alvalade                | Biblioteca dos Coruchéus                                           |
| Arroios                 | Biblioteca de São Lázaro                                           |
| Avenidas Novas          | Biblioteca Palácio Galveias                                        |
| Belém                   | Biblioteca de Belém                                                |
| Carnide                 | Biblioteca Natália Correia                                         |
| Campo de Ourique        | Biblioteca Espaço Cultural Cinema Europa                           |
| Estrela                 | Biblioteca Quiosque do Jardim da Estrela                           |
| Estrela                 | Casa do Jardim da Estrela                                          |
| Lumiar                  | Biblioteca Maria Keil                                              |
| Lumiar                  | Biblioteca Orlando Ribeiro (com serviço especializado de Fonoteca) |
| Marvila                 | Biblioteca de Marvila                                              |
| Misericórdia            | Biblioteca Camões                                                  |
| Olivais                 | Biblioteca dos Olivais (com serviço especializado de Bedeteca)     |
| Parque das Nações       | Biblioteca António Mega Ferreira                                   |
| Parque das Nações       | Biblioteca David Mourão-Ferreira                                   |
| Penha de França         | Biblioteca da Penha de França                                      |
| São Domingos de Benfica | Hemeroteca de Lisboa (com serviço especializado de Hemeroteca)     |
| Biblioteca Itinerante   |                                                                    |

## Serviços
Para além do serviço de empréstimo domiciliário de livros e DVDs, as BLX dispõem dos seguintes serviços:
- Energia para portátil, tablet e smartphone;
- Acesso grátis à Internet;
- Jardim e terraço, salas para grupos ou espaços informais de trabalho;
- Espaços confortáveis para estudar, trabalhar e relaxar;
- Parque para bicicletas;
- Salas multiusos e auditórios;
- Catálogo online e apoio na pesquisa;
- Empréstimo de livros, jornais, revistas, filmes e música;
- Máquinas de distribuição de bebidas e alimentos;

Em Marvila podem devolver-se livros 24h por dia.